# Viktors Arājs
Viktors Bernhard Arājs, född 13 januari 1910 i Baldone, död 13 januari 1988 Kassel, var en lettisk milisman, tränad av tyska SD. Som befälhavare för Arājskommandot deltog han i förintelsen av Lettlands judiska befolkning. Han befordrades till Sturmbannführer 1943.

## Biografi
Arājs studerade juridik men avlade inte någon examen.
Den 22 juni 1941 anföll Tyskland sin tidigare bundsförvant Sovjetunionen i och med Operation Barbarossa och några dagar senare tågade tyska trupper in i Riga. I kölvattnet på de tyska trupperna följde Einsatzgruppe A, en mobil insatsstyrka, under befäl av Walter Stahlecker. Arājs vann Stahleckers förtroende och rekryterade män till sitt kommando från bland annat Pērkonkrusts. Arājs spelade en framträdande roll vid massakern i Liepāja i mitten av december 1941. Arājskommandot mördade ungefär hälften av Lettlands 90.000 judar. Senare under andra världskriget deltog Arājskommandot i massmordet på judar i Vitrutenien.
År 1979 dömdes Arājs till livstids fängelse för krigsförbrytelser och brott mot mänskligheten i bland annat Rumbula och Rigas getto.